# Odiseo y Penélope
Odiseo y Penélope es una obra de teatro escrita por Mario Vargas Llosa que se representó por primera vez en el Teatro romano de Mérida el 3 de agosto de 2006, participando como actor el propio autor en el papel de Odiseo (Ulises) acompañado por Aitana Sánchez-Gijón como Penélope.
Se trata de una adaptación de la Odisea de Homero fiel al espíritu del poema  que recrea los principales episodios de este legendario viaje. A lo largo de la obra, con un lenguaje sencillo y actual, Odiseo cuenta a su esposa las aventuras en las que se ha visto envuelto a lo largo de 20 años, desde que partió a la guerra de Troya hasta su regreso a Ítaca. Penélope le escucha y se transforma en diferentes personajes como la ninfa Calipso, la maga Circe, el cíclope Polifemo y Atenea.

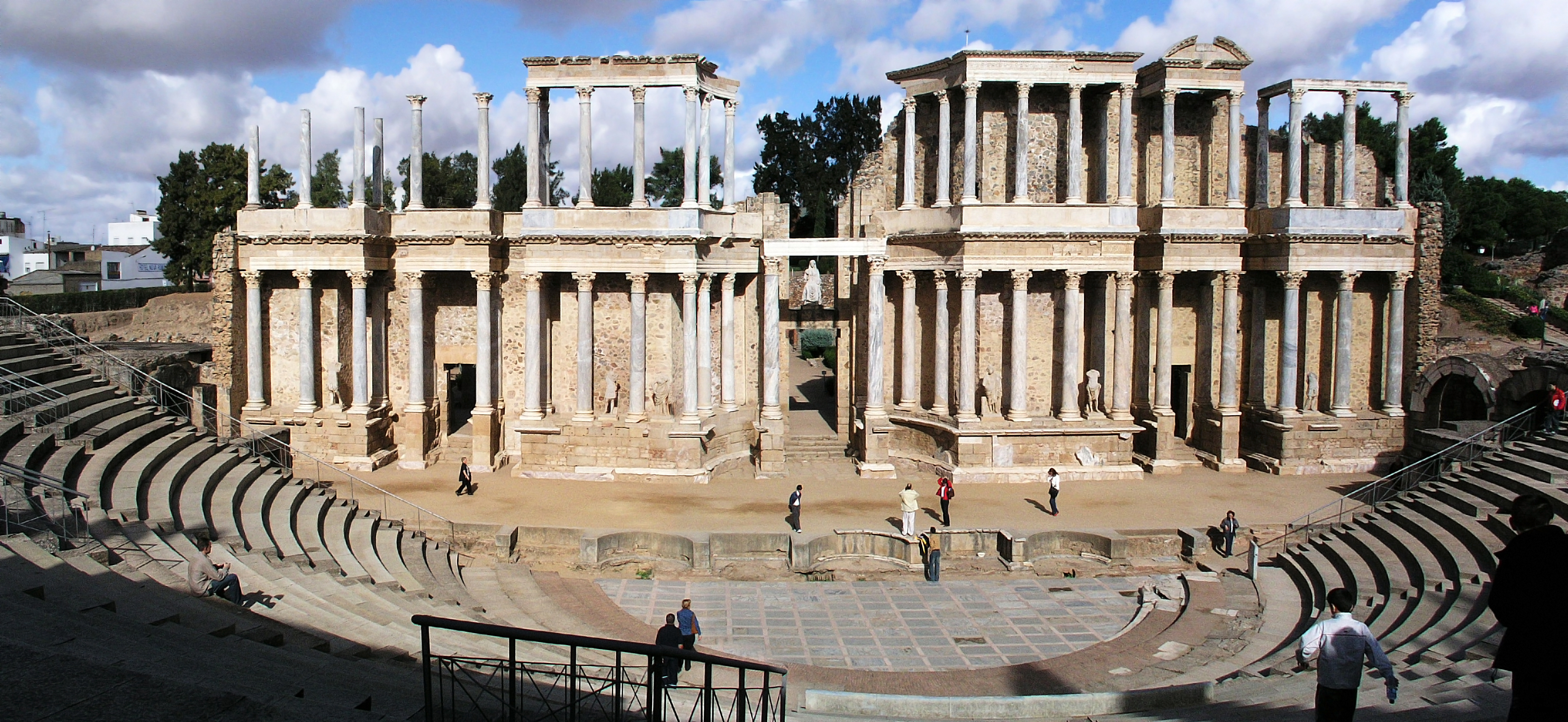
Teatro romano de Mérida.

## Obras teatrales de Mario Vargas Llosa
| Título                     | Fecha | Argumento                                                                           |  |
| -------------------------- | ----- | ----------------------------------------------------------------------------------- |  |
| La huida del Inca          | 1952  | Esta obra no está publicada.                                                        |  |
| La señorita de Tacna       | 1981  | Elvira se quedó soltera toda la vida, tras tomper con su novio                      |  |
| Kathie y el hipopótamo     | 1983  | Kathie contrata a Santiago Zavala para que escriba un libro sobre sus viajes        |  |
| La Chunga                  | 1986  | La Chunga subió al dormitorio con Meche y nunca se supo nada más                    |  |
| El loco de los balcones    | 1993  | Aldo Brunelli está obsesionado por los balcones coloniales                          |  |
| Ojos bonitos, cuadros feos | 1996  | Un influyente crítico de arte hace que una joven caiga en la depresión              |  |
| Odiseo y Penélope          | 2007  | Adaptación de la Odisea de Homero                                                   |  |
| Al pie del Támesis         | 2008  | Chispas se encuentra después de 35 años con Raquelita, la hermana de su mejor amigo |  |
| Las mil y una noches       | 2010  | Basada en la serie de cuentos orientales Las mil y una noches                       |  |